# Karl Kaplan
Karl Kaplan (* 11. Oktober 1942 in Weppersdorf) ist ein österreichischer ÖVP-Politiker.

## Leben
Kaplan besuchte nach der Volksschule die Hauptschule sowie die Katholische Lehrerbildungsanstalt in Eisenstadt und arbeitete von 1962 bis 1965 als Volksschullehrer. Er absolvierte 1965 seinen Wehrdienst, besuchte von 1965 bis 1969 die Theresianische Militärakademie und war 1969 bis 1975 Berufsoffizier beim österreichischen Bundesheer.
Er arbeitete anschließend als Sekretär des Österreichischen Arbeiter- und Angestelltenbundes und wurde zum Vizepräsidenten der Kammer für Arbeiter und Angestellte für das Burgenland ernannt (1979–1987). 1979 wurde er Vorstandsmitglied der Burgenländischen Gebietskrankenkasse.
Von 1986 bis 1991 war er Landesparteisekretär der ÖVP Burgenland. Abgeordneter zum Burgenländischen Landtag war er 1987 bis 1996, nebenbei von 1991 bis 1996 auch Obmann des Landtagsklubs der ÖVP Burgenland.
Karl Kaplan war ab 1996 Mitglied der Burgenländischen Landesregierung und seit 1983 Bezirksobmann des ÖAAB Oberpullendorf. Von 1982 bis 1987 war er Mitglied des Bundesrates.
Kaplan ist Mitglied der Landesexekutive Burgenland des Österreichischen Gewerkschaftsbundes und der Landesleitung der Gewerkschaft der Privatangestellten. Er ist Träger des Großen Ehrenzeichens des Landes Burgenland und des Ehrenrings der Freistadt Eisenstadt.
Darüber hinaus war Kaplan von 2004 bis 2012 Präsident des Burgenländischen Fußballverbandes.